# ジャック・コールマン
ジャック・リラード・コールマン (Jack Colmen, 1924年5月23日 - 1997年12月8日) は1950年代のNBAで活躍したアメリカ合衆国の元バスケットボール選手。出身地はケンタッキー州バーギン。出身大学はルイビル大学。
NBAではキャリアの前半をロチェスター・ロイヤルズ、後半をセントルイス・ホークスで過ごし、それぞれのチームで1951年と1958年に優勝を経験している。毎年平均10得点10リバウンド前後を記録する選手として活躍し、計9シーズン633試合の出場で通算6,721得点5,189リバウンド（平均10.6得点9.2リバウンド）の成績を残した。全盛期はロイヤルズ時代末期の1954-55シーズンに迎え、このシーズンは12.8得点10.2リバウンドを記録し、オールスターにも初選出されている。
1957年のファイナルでは当時最高峰のディフェンダー、ビル・ラッセルの餌食となった。ホークスとボストン・セルティックスのシリーズは第7戦までもつれる激戦となり、第7戦も試合時間残り1分で101-100とホークスが僅か1点をリードする接戦となった。この場面でチームはコールマンにボールを託し、コールマンはレイアップを打とうとしたが、ラッセルによってブロックされ、逆にカウンターを食らって土壇場で逆転を喫した。結局試合はオーバータイムまでもつれた末に、ホークスの敗北となり、優勝も逃した。コールマンがブロックを決められた瞬間、実況は「Blocked by Russell! Blocked by Russell! He came from nowhere!（ラッセルがブロック！ラッセルがブロック！彼は何処からともなく現れた！）」と叫んだ。このシリーズでコールマンは第1戦でチームを勝利に導くシュートを決めるなど活躍していたが、皮肉にもこのラッセルによるブロックが"コールマン・プレイ"としてコールマンの最も有名なプレイとなってしまった。翌1958年のファイナルではセルティックスにリベンジし、2度目の優勝を遂げて引退を迎えた。